# Швердфегер, Жан-Фердинанд
Жан-Фердинанд Швердфегер, Иоганн Фердинанд Йозеф Швердфегер (нем. Jean Ferdinand Schwerdfeger, Johann Ferdinand Josef Schwerdfeger, 1734— 10 марта 1818) — немецкий мастер-мебельщик. С 1760 года работал в Париже в стиле неоклассицизма для французского королевского двора.

## Биография
Швердфегер принадлежит к многочисленному сообществу немецких мастеров второй половины XVIII века, которые, чтобы избежать тяжёлого экономического положения и ограничений немецкой цеховой системы, эмигрировали в Париж и работали там для французского королевского двора. К таким мастерам относятся Жан-Франсуа Эбен, Жан-Анри Ризенер, Давид Рёнтген, Вильгельм Бенеман, Адам Вайсвайлер.
Жан-Фердинанд Швердфегер является одним из самых значительных мастеров-мебельщиков переходного периода от стиля Людовика XVI к стилю ампир, работы его парижской мастерской значительно повлияли на развитие мебели во Франции в XVIII веке. В 1786 году он получил звание «королевского мастера». Работал по заказам королевы Марии-Антуанетты.
Образцы мебели работы Швердфегера отличаются высоким качеством обработки материала, изысканной техникой маркетри (мозаики из деревянного шпона), использованием тонких латунных накладок и вставок расписного севрского фарфора с мотивами цветочных гирлянд и букетов. Произведения Швердфегера экспонируются в Версале, в собрании Уоллеса в Лондоне.
В период наполеоновского ампира Швердфегер сотрудничал с парижской мастерской Пьера-Филиппа Томира.